# Luis López Rekarte
Luis María López Rekarte (født 26. marts 1962 i Mondragón, Spanien) er en spansk tidligere fodboldspiller (højre back).
Rekarte tilbragte hele sin karriere i hjemlandet, og spillede blandt andet fem år hos Real Sociedad og tre år hos FC Barcelona. Han vandt både det spanske mesterskab, pokalturneringen Copa del Rey og Pokalvindernes Europa Cup og spillede desuden fire kampe for det spanske landshold.

## Titler
La Liga
- 1991 med FC Barcelona

Copa del Rey
- 1987 med Real Sociedad
- 1990 med FC Barcelona
- 1995 med Deportivo La Coruña

Supercopa de España
- 1995 med Deportivo La Coruña

Pokalvindernes Europa Cup
- 1989 med FC Barcelona